# Beilstein (Hessen)
Beilstein is een plaats in de Duitse gemeente Greifenstein, deelstaat Hessen. In 2007 had Beilstein 1597 inwoners. De plaats ligt zo'n 10 kilometer ten zuidwesten van Herborn, 17 kilometer ten noordwesten van de stad Wetzlar en ruim 80 kilometer ten noorden van Frankfurt am Main. Beilstein ligt in het oostelijk deel van het Westerwald-gebergte in Hessen, vlak bij de grens met Rijnland-Palts, op ongeveer 370 meter boven zeeniveau.
Het huidige Beilstein is gegroeid uit de dorpen Beilstein, Haiern en Wallendorf. Van het laatste dorp zijn schriftelijke vermeldingen uit het jaar 774 bekend. Beilstein zelf verkreeg op 18 februari 1321 stadsrechten. Haiern behoort sinds 1941 tot Beilstein.
De burcht Beilstein, in 1129 voor het eerst in een officieel document genoemd, werd door de graven van Nassau rond 1320 uitgebreid. In 1321 gaven zij de plaats stadsrechten. Van 1607 tot 1620 was Beilstein de residentie van een zijtak van het huis Nassau-Dillenburg onder Georg van Nassau-Beilstein. Aan het begin van de twintigste eeuw werd het stadje in het kader van een gemeentelijke herindeling onderdeel van de gemeente Greifenstein.
De Nederlandse koning voert de adellijke titel Baron van Beilstein. Zie Titels Nederlandse koninklijke familie.